# Скромниця
Скромниця (пол. Skromnica) — село в Польщі, у гміні Озоркув Зґерського повіту Лодзинського воєводства.
Населення — 230 осіб (2011).

## Демографія
Демографічна структура станом на 31 березня 2011 року:
|          | Загалом | Допрацездатний вік | Працездатний вік | Постпрацездатний вік |
| -------- | ------- | ------------------ | ---------------- | -------------------- |
| Чоловіки | 117     | 32                 | 69               | 16                   |
| Жінки    | 113     | 25                 | 62               | 26                   |
| Разом    | 230     | 57                 | 131              | 42                   |